# Mańczyce

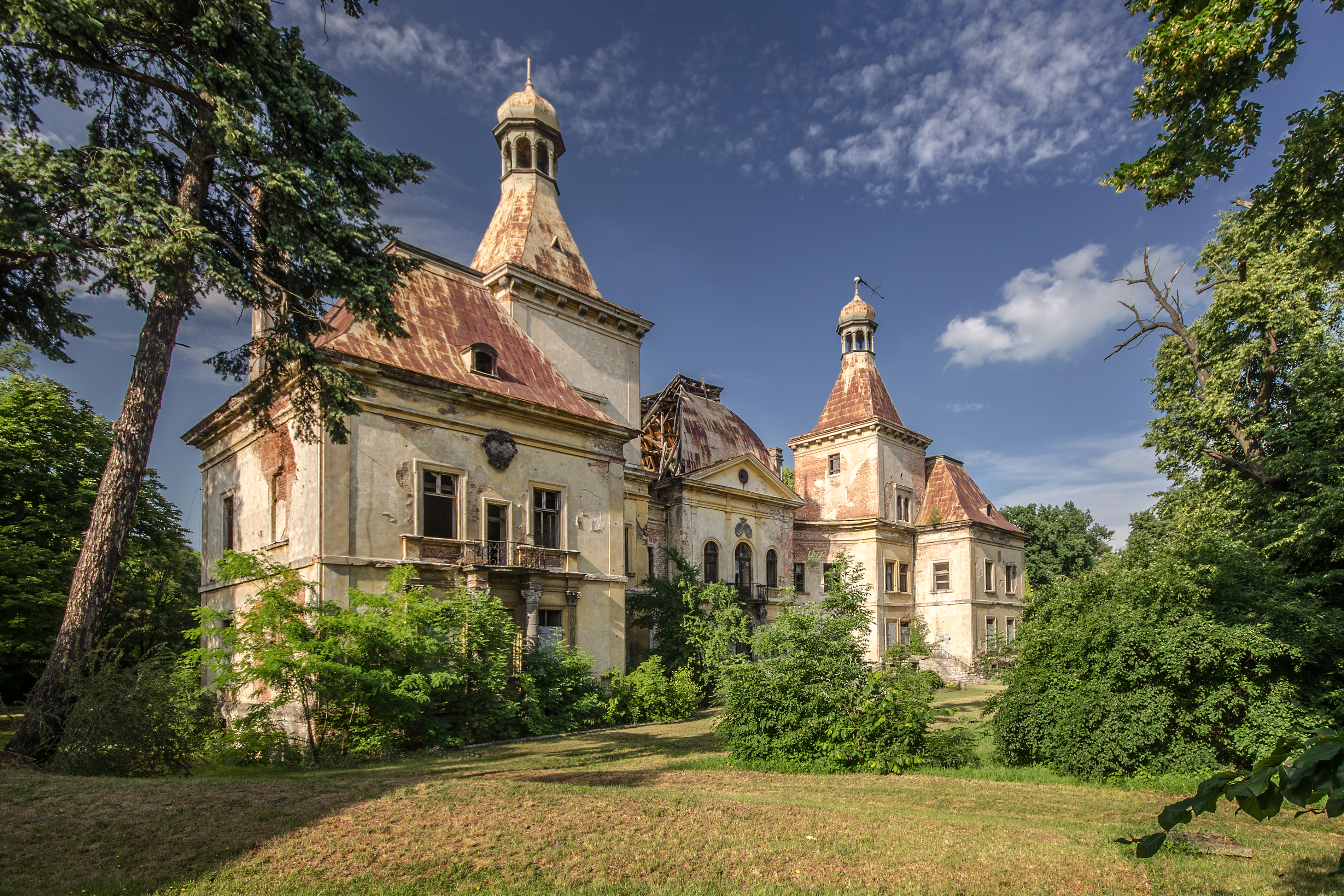
Schloss Manze

Mańczyce (deutsch Manze) ist ein Ort in der Landgemeinde Borów (Markt Bohrau) im Powiat Strzeliński (Kreis Strehlen) in der Woiwodschaft Niederschlesien in Polen.

## Lage
Nachbarorte sind Suchowice (Dürr Hartau) im Westen, Piotrków Borowski (Petrigau) im Norden, Głownin (Glofenau) im Süden und Stogi (Reisau) im Osten. 

## Geschichte
Die Ersterwähnung erfolgte 1373 als „Mancze“. Nach dem Ersten Schlesischen Krieg fiel Manze 1741/42 mit dem größten Teil Schlesiens an Preußen. 1845 zählte das Dorf, Georg Graf von Stosch gehörend, 24 Häuser, ein herrschaftliches Schloss und Vorwerk, 217 überwiegend evangelische Einwohner (15 katholisch), evangelische Kirche zu Grünhartau, eine 1836 gegründete evangelische Schule, katholische Kirche zu Bohrau, einen Krämer und fünf Handwerker.
Nach der Auflösung des Kreises Nimptsch wurde Manze 1932 dem Kreis Strehlen zugeschlagen. Als Folge des Zweiten Weltkriegs fiel Manze mit dem größten Teil Schlesiens 1945 an Polen. Nachfolgend wurde es in Mańczyce umbenannt. Die einheimische deutsche Bevölkerung wurde – soweit sie nicht schon vorher geflohen war – bis Oktober 1947 vertrieben. Die neu angesiedelten Bewohner waren teilweise Zwangsumgesiedelte aus Ostpolen, das an die Sowjetunion gefallen war.

## Sehenswürdigkeiten
- Schloss Manze[2][3]

## Persönlichkeiten
- Marie von Kleist (1761–1831), Hofdame